# Skrzypce i sen
Skrzypce i sen (cz. Housle a sen) – czechosłowacki film czarno-biały z 1947 w reżyserii i według scenariusza Václava Krški. Dramat biograficzny o czeskim wirtuozie skrzypiec Josefie Slavíku (1806–1833),

## Obsada
- Jaromír Spal jako Josef Slavík
- Václav Voska jako Fryderyk Chopin
- Karel Dostal jako Niccolò Paganini
- Vlasta Fabianová jako Anna Zásmucká
- Libuše Zemková jako Henrietta Astfeldová
- Jiřina Krejčová jako Magdalenka
- Marie Vášová jako nieznajoma
- Eduard Kohout jako hrabia Pavel Adam Lažanský
- Vladimír Řepa jako nauczyciel Würfel
- František Roland jako ojciec Slavíka
- Ella Nollová jako matka Slavíka
- Václav Švorc jako Antonín, brat Slavíka
- Jaroslav Mareš jako Václav, brat Slavíka
- Jan Mimra jako Rudolf, brat Slavíka
- Jiří Mazáč jako Jan, brat Slavíka
- Blanka Macková jako Barbora, siostra Slavíka
- Jarmila Kronbauerová jako pani de Valveur
- Jarmila Švabíková jako Konstance Bayerová
- Jiří Steimar jako baron Astfeld
- Kamil Olšovský jako Quido Asfeld
- Ella Šárková jako Mimi
- Lída Matoušková jako Fany
- Karel Kalista jako generał Kučera
- Vojta Novák jako hrabia Evžen Vilém Vrbna z Hořovic
- Marta Májová jako hrabina Marie Adéla z Vrbna
- František Smolík jako gwardian
- Zvonimir Rogoz jako dyrygent
- Jan W. Speerger jako bandyta
- Marie Nademlejnská jako dama w dyliżansie
- Růžena Gottliebová jako panienka w dyliżansie
- Antonín Kandert jako mężczyzna w dyliżansie
- Antonín Šolc jako lokaj

## Źródła
- Skrzypce i sen w bazie IMDb (ang.)
- Skrzypce i sen w bazie Filmweb
- Housle a sen w bazie Kinobox.cz (cz.)
- Housle a sen. w bazie ČSFD.cz. (cz.).
- Housle a sen. w bazie FDb.cz. (cz.).